# Ancestors (Frank-Kimbrough-Album)
Ancestors ist ein posthumes Jazzalbum von Frank Kimbrough. Die am 3. Juni 2017 im Samurai Hotel Recording Studio in Astoria, New York, entstandenen Aufnahmen erschienen am 10. September 2021 auf Sunnyside Records.

## Hintergrund
Ancestors ist eine Studiosession, die 2017, drei Jahre vor Frank Kimbroughs Tod am 30. Dezember 2020 entstanden war. Kimbrough hatte mit dem Kornettisten Kirk Knuffke und dem Bassisten Masa Kamaguchi ein Trio ohne Schlagzeuger zusammengestellt. Das Trio war im Laufe der Jahre ein Lieblingsensemble für Kimbrough gewesen: die Wertschätzung des Bandleaders für das schlagzeuglose Trio des Holzbläsers Jimmy Giuffre zeigte sich in Kimbroughs Entscheidung, den restriktiven Puls eines Schlagzeugers zugunsten von Blechblasinstrument, Piano und Bass zu meiden. Der Kornettist Kirk Knuffke wurde Kimbrough von ihrem gemeinsamen Freund und Mitarbeiter, dem Schlagzeuger Matt Wilson, vorgestellt. Bei regelmäßigen Auftritten mit Wilson, Ben Allison und Jay Anderson wurde bald eine musikalische Beziehung aufgebaut. Als dann Kimbrough vorschlug, dieses Trio-Album aufzunehmen, hatte Knuffke noch nie mit Masa Kamaguchi gespielt. Die Gruppe kam schließlich am 3. Juni 2017 im Samurai Hotel Recording Studio in Astoria zusammen, ohne vorher gespielt oder geprobt zu haben. Kimbrough brachte eine Reihe von eigenen Stücken für die Session mit und bot auch Raum für improvisierte Duos zwischen den drei Mitgliedern.

## Titelliste
- Frank Kimbrough: Ancestors (Sunnyside SSC 1639)[1]

1. Waiting in Santander 6:31
2. Air 7:26
3. November 8:03
4. Ancestors 7:52
5. Eyes (Frank Kimbrough, Kirk Knuffke) 2:05
6. Jimmy G 7:31
7. Beginning 9:51
8. Union Square (Kirk Knuffke, Masa Kamaguchi) 4:04
9. Over 4:46
10. Solid (Frank Kimbrough, Kirk Knuffke) 4:09
11. All These Years (Maryanne de Prophetis) 9:10

Wenn nicht anders vermerkt, stammen die Kompositionen von Frank Kimbrough.

## Rezeption

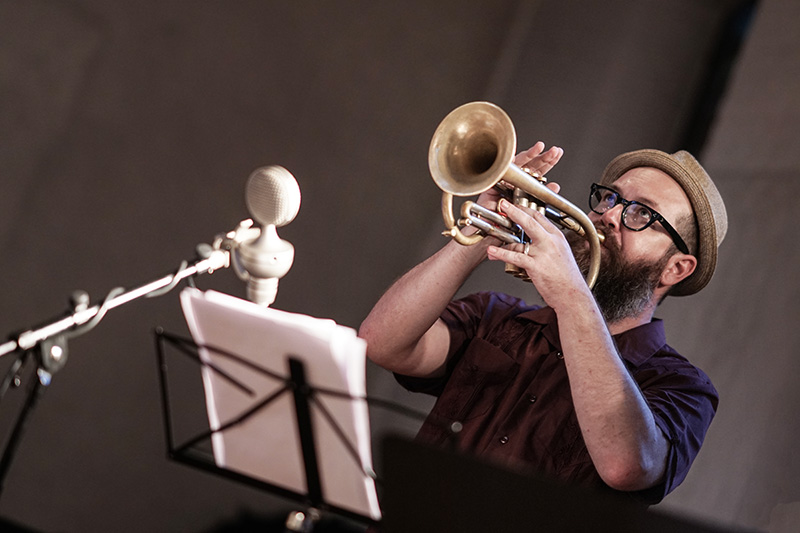
Kirk-Knuffke beim Copenhagen Jazz Festival 2018

Thomas Conrad schrieb in JazzTimes, die Instrumentierung hier sei ungewöhnlich, und Knuffke werde eher mit dem anderen Jazz-Strömungen in Verbindung gebracht als mit Kimbrough, aber sie seien füreinander bestimmt gewesen, so der Autor. Kamaguchi sei zwar weniger bekannt, aber seine Denkweise passe auch zu der Prämisse dieses Anlasses, drei intuitive, selbstlose Improvisatoren frei in den offenen (schlagzeuglosen) Raum zu setzen und sie den musikalischen Fluss zu überlassen. Vielleicht sei es letztlich die Rückschau, die diesem Album seinen Aspekt der Endgültigkeit, des Abschieds, der Zusammenfassung verleiht.
Bill Milkowski bewertete Ancestors im Down Beat mit viereinhalb Sternen. Seiner Ansicht nach hätten kristallin klingende Nummern wie der schwebende Opener „Waiting in Santander“ mit Raga-Anmutung, das zarte und atmosphärische „November“ und das ätherische „Air“ hätten eine intime, ECM-artige Qualität. Der ruhige Titeltrack sei eine Meditation über Kimbroughs südliche Wurzeln, während das weitläufige „Eyes“, ein intuitives Duett zwischen Kornett und Piano-Percussion, den ruhigen Bann bricht. Das spielerisch schräge und leicht dissonante „Jimmy G“, eine Hommage an Jimmy Giuffre, ist vielleicht das einzige, was hier im Geiste von Kimbroughs Monk-Projekt folgt. „Over“ erinnere an die interaktive Zusammenarbeit des Pianisten mit Yamaguchi und dem Schlagzeuger Paul Motian auf seinem Palmetto-Album „Play“ von 2006. Knuffke zeige eine geisterhafte Stimme in dieser Session, erhebt sich aber mit ungewöhnlich ausdrucksstarken Spiel, besonders deutlich in seinem Duo mit Kimbrough in „Solid“ und auch in „Union Square“, dem einzigen Stück, in dem Kimbrough aussetzt. „Introspektiv, friedlich und ausgesprochen persönlich“, resümiert Milkowski, sei dieses Album „pure Magie“.